# Cochranella adenocheira
Cochranella adenocheira är en groddjursart som beskrevs av Harvey och Brice P. Noonan 2005. Cochranella adenocheira ingår i släktet Cochranella och familjen glasgrodor. IUCN kategoriserar arten globalt som otillräckligt studerad. Inga underarter finns listade i Catalogue of Life.